# Бенія (комуна)
Бенія (рум. Bănia) — комуна у повіті Караш-Северін в Румунії. До складу комуни входять такі села (дані про населення за 2002 рік):
- Бенія (1313 осіб) — адміністративний центр комуни
- Гирбовец (701 особа)

Комуна розташована на відстані 324 км на захід від Бухареста, 48 км на південь від Решиці, 117 км на південний схід від Тімішоари.

## Населення
За даними перепису населення 2002 року у комуні проживали 2014 осіб.
Національний склад населення комуни:
| Національність | Кількість осіб | Відсоток |
| -------------- | -------------- | -------- |
| румуни         | 1959           | 97,3%    |
| цигани         | 49             | 2,4%     |
| українці       | 2              | 0,1%     |
| серби          | 2              | 0,1%     |
| угорці         | 1              | < 0,1%   |
| німці          | 1              | < 0,1%   |

Рідною мовою назвали:
| Мова       | Кількість осіб | Відсоток |
| ---------- | -------------- | -------- |
| румунська  | 1991           | 98,9%    |
| циганська  | 19             | 0,9%     |
| українська | 2              | 0,1%     |
| німецька   | 1              | < 0,1%   |
| сербська   | 1              | < 0,1%   |

Склад населення комуни за віросповіданням:
| Релігія            | Кількість осіб | Відсоток |
| ------------------ | -------------- | -------- |
| православні        | 1828           | 90,8%    |
| баптисти           | 177            | 8,8%     |
| бретрени           | 7              | 0,3%     |
| римо-католики      | 1              | < 0,1%   |
| не вказали релігію | 1              | < 0,1%   |